# 等離子體參數

一個電漿的磁場。

等離子體參數，是一系列描述某種電漿的性質的參數。一般來說是以厘米-克-秒制來當作參數的基本單位，但是溫度卻是以電子伏特(eV)當作單位，而質量則是以質子質量(μ = mi / mp )的倍數當作單位。在這裡， K是指波長、Z是指荷電狀態、k是指波茲曼常數、γ是指絕熱指數而Λ 是指库仑碰撞。電漿可以看成一群粒子的系統，因此可以以統計的方式研究它。

## 基本的等離子體參數
以下是一些基本的離子體參數:

### 關於頻率
- 電子迴轉頻率:

{\displaystyle \omega _{ce}=eB/m_{e}c=1.76\times 10^{7}B{\mbox{rad/s}}\,}
- 離子迴轉頻率

{\displaystyle \omega _{ci}=eB/m_{i}c=9.58\times 10^{3}Z\mu ^{-1}B{\mbox{rad/s}}\,}
- 電子等離子體頻率

{\displaystyle \omega _{pe}=(4\pi n_{e}e^{2}/m_{e}\varepsilon _{0})^{1/2}=199.98\times n_{e}^{1/2}{\mbox{rad/s}}}
- 離子等離子體頻率:

{\displaystyle \omega _{pi}=(4\pi n_{i}Z^{2}e^{2}/m_{i})^{1/2}=1.32\times 10^{3}Z\mu ^{-1/2}n_{i}^{1/2}{\mbox{rad/s}}}
- 低電子陷阱率

{\displaystyle \nu _{Te}=(eKE/m_{e})^{1/2}=7.26\times 10^{8}K^{1/2}E^{1/2}{\mbox{s}}^{-1}\,}
- 低離子陷阱率:

{\displaystyle \nu _{Ti}=(ZeKE/m_{i})^{1/2}=1.69\times 10^{7}Z^{1/2}K^{1/2}E^{1/2}\mu ^{-1/2}{\mbox{s}}^{-1}\,}
- 電子碰撞率:

{\displaystyle \nu _{e}=2.91\times 10^{-6}n_{e}\,\ln \Lambda \,T_{e}^{-3/2}{\mbox{s}}^{-1}}
- 離子碰撞率:

{\displaystyle \nu _{i}=4.80\times 10^{-8}Z^{4}\mu ^{-1/2}n_{i}\,\ln \Lambda \,T_{i}^{-3/2}{\mbox{s}}^{-1}}

### 關於長度
{\displaystyle \Lambda _{e}={\sqrt {\frac {h^{2}}{2\pi m_{e}kT_{e}}}}=6.919\times 10^{-8}\,T_{e}^{-1/2}\,{\mbox{cm}}}
- classical distance of closest approach

{\displaystyle e^{2}/kT=1.44\times 10^{-7}\,T^{-1}\,{\mbox{cm}}}
- 電子迴轉半徑:

{\displaystyle r_{e}=v_{Te}/\omega _{ce}=2.38\,T_{e}^{1/2}B^{-1}\,{\mbox{cm}}}
- 離子迴轉半徑:

{\displaystyle r_{i}=v_{Ti}/\omega _{ci}=1.02\times 10^{2}\,\mu ^{1/2}Z^{-1}T_{i}^{1/2}B^{-1}\,{\mbox{cm}}}
- 電漿吸收深度

{\displaystyle c/\omega _{pe}=5.31\times 10^{5}\,n_{e}^{-1/2}\,{\mbox{cm}}}
- 德拜長度

{\displaystyle \lambda _{D}=(kT/4\pi ne^{2})^{1/2}=7.43\times 10^{2}\,T^{1/2}n^{-1/2}\,{\mbox{cm}}}

### 關於速率
- 電子平均速率:

{\displaystyle v_{Te}=(kT_{e}/m_{e})^{1/2}=4.19\times 10^{7}\,T_{e}^{1/2}\,{\mbox{cm/s}}}
- 離子平均速率 :

{\displaystyle v_{Ti}=(kT_{i}/m_{i})^{1/2}=9.79\times 10^{5}\,\mu ^{-1/2}T_{i}^{1/2}\,{\mbox{cm/s}}}
- 離子聲速

{\displaystyle c_{s}=(\gamma ZkT_{e}/m_{i})^{1/2}=9.79\times 10^{5}\,(\gamma ZT_{e}/\mu )^{1/2}\,{\mbox{cm/s}}}
- 阿爾文速率:

{\displaystyle v_{A}=B/(4\pi n_{i}m_{i})^{1/2}=2.18\times 10^{11}\,\mu ^{-1/2}n_{i}^{-1/2}B\,{\mbox{cm/s}}}

### 其他
- 質子質量/電子質量的根號

{\displaystyle (m_{e}/m_{p})^{1/2}=2.33\times 10^{-2}=1/42.9\,}
- 德拜球裡的粒子數量

{\displaystyle (4\pi /3)n\lambda _{D}^{3}=1.72\times 10^{9}\,T^{3/2}n^{-1/2}}
- 阿爾文速率/光速

{\displaystyle v_{A}/c=7.28\,\mu ^{-1/2}n_{i}^{-1/2}B}
- 電子電漿/電子等離子體頻率

{\displaystyle \omega _{pe}/\omega _{ce}=3.21\times 10^{-3}\,n_{e}^{1/2}B^{-1}}
- 離子電漿/離子等離子體頻率

{\displaystyle \omega _{pi}/\omega _{ci}=0.137\,\mu ^{1/2}n_{i}^{1/2}B^{-1}}